# Pascweten
Pascweten (muerto en 876) fue conde de Vannes y pretendiente al ducado de Bretaña. Era hijo de Ridoredh de Vannes, un aristócrata prominente y rico cuya relación con la corte de Erispoe databa de los años 850. Poseía vastas propiedades y salinas en el sureste de Bretaña (como en Guérande) y era patrón de la abadía de Redon.
Pascweten era ya yerno de Salomón, duque de Bretaña, en agosto 867, cuando negoció una paz duradera en Compiègne con Carlos el Calvo en nombre de su suegro e impidió que el rey marchara sobre Bretaña. Pascweten juró fidelidad a Carlos en representación de Salomón.  
En 874 Pascweten, Wrhwant, y Wigo, hijo de Riwallon, conde de Cornualles, conspiraron contra Salomón y lo asesinaron, pero como cada uno provenía de partidos regionales diferentes, pronto se encontraron enfrentados. Pascweten y Gurvand se disputaron la sucesión durante los dos años siguientes. Dividieron el país entre sí, aunque Regino de Prüm registra que el segundo recibió una porción mayor del territorio. A mediados de 876, ambos habían muerto y el hermano de Pascweten, Alano el Grande, le había sucedido en Vannes y luchaba contra Judicael de Cornualles.